# Równanie Gibbsa-Helmholtza
Równanie Gibbsa-Helmholtza – równanie pokazujące, jak zmienia się z temperaturą iloraz energii swobodnej i temperatury ({\displaystyle G/T}). Ma ono następującą postać:
{\displaystyle \left({\frac {\partial ({\frac {G}{T}})}{\partial T}}\right)_{p}=-{\frac {H}{T^{2}}},}
gdzie:
{\displaystyle G} – energia swobodna Gibbsa,
{\displaystyle H} – entalpia,
{\displaystyle p} – ciśnienie,
{\displaystyle T} – temperatura bezwzględna układu.
Równanie pokazuje, że jeżeli znamy entalpię badanego układu, to znamy również zależność {\displaystyle G/T} od temperatury. Nazwa równania pochodzi od nazwisk amerykańskiego fizyka Josiaha Willarda Gibbsa i niemieckiego lekarza Hermanna von Helmholtza.